# Musée d'art contemporain de Toronto
Le Musée d'art contemporain de Toronto Canada (MOCA), anciennement connu sous le nom de Musée d'art contemporain canadien (MOCCA), est un musée et une galerie d'art situés à Toronto, en Ontario. Il a pour mission « d'exposer, de rechercher, de rassembler et de nourrir des pratiques artistiques et culturelles contemporaines innovantes qui abordent des questions et des thèmes pertinents pour notre époque ». Le musée est affilié à l'Association des musées canadiens, à l'Ontario Museum Association et Galeries Ontario (en)

## L'histoire
Le musée, connu à l'origine sous le nom de Musée d'art contemporain canadien (MOCCA), a été fondé à partir de l'ancienne Galerie d'art de North York en 1999. En 2005, MOCCA déménage dans une usine de textile du West Queen West Art + Design District, au centre-ville de Toronto. En 2015, le bâtiment sur le point d'être démoli et remplacé par des condominiums, MOCCA doit déménager.
En 2016, le musée prend le nom de Musée d'art contemporain Toronto Canada (MOCA). En septembre 2018, le MOCA emménage dans un ancien bâtiment de 1919 rénové sur mesure de plus de 5 500 mètres carrés et situé dans un ancien espace industriel dans le quartier The Junction (en). La conservatrice Chantal Pontbriand a occupé le poste de directrice de 2015 à 2016.

## Collection permanente
Le musée ne conserve pas de collection permanente, mais gère une collection de la ville de Toronto. En 2009, on y retrouvait environ 400 œuvres d'art de plus de 150 artistes canadiens.  